# Fornelos (Fafe)
Fornelos, anciennement Santa Comba de Fornelos, est un village situé au nord du Portugal qui dépend de la cidade Fafe.